# Hermann Weinkauff

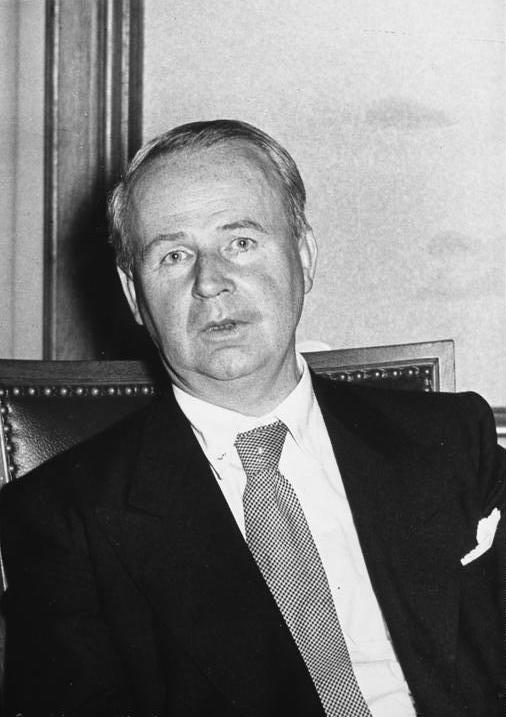
Hermann Weinkauff 1951

Hermann Karl August Weinkauff (* 10. Februar 1894 in Trippstadt, Pfalz; † 9. Juli 1981 in Heidelberg) war ein deutscher Jurist. Er wirkte in verschiedenen Richter-Positionen – unter anderem als Richter im Nationalsozialismus – und war der erste Präsident des Bundesgerichtshofs.

## Leben
Hermann Weinkauff besuchte das Gymnasium in Speyer und studierte danach Rechtswissenschaft in München, Heidelberg, Würzburg und Paris. Im Jahre 1912 wurde er Mitglied des Corps Hubertia München.
Im Ersten Weltkrieg diente er von 1914 bis 1918 bei der bayerischen Feldartillerie an der Westfront; 1917 war er zum Leutnant der Reserve ernannt worden.
Die Erste juristische Staatsprüfung legte Weinkauff 1920 ab, die Zweite 1922. Im gleichen Jahr wurde er zum Gerichtsassessor im bayerischen Staatsministerium der Justiz ernannt und arbeitete dort bis 1923. Von 1924 bis 1926 war er als Staatsanwalt am Landgericht München I tätig, danach als Amtsrichter am Arbeitsgericht München bis 1928. Von 1928 bis 1929 studierte er französisches Recht in Paris.
Von 1930 bis 1932 war er Oberamtsrichter am Amtsgericht Berchtesgaden, von 1932 bis 1937 Direktor am Landgericht München I. Weinkauff trat am 1. Februar 1934 dem Bund Nationalsozialistischer Deutscher Juristen (BNSDJ) bei, der 1936 in den NS-Rechtswahrerbund überging. Im November 1934 wurde er Mitglied der Nationalsozialistischen Volkswohlfahrt. Ab 1935 war er bei der Reichsanwaltschaft, dort zeitweise beim Oberreichsanwalt Karl August Werner, eingesetzt und wechselte als I. Hilfsrichter am Reichsgericht zu Reichsgerichtspräsident Erwin Bumke in den III. Strafsenat, der auch für „Rassenschande-Fälle“ zuständig war. Am 1. März 1937 erfolgte Weinkauffs Beförderung zum Reichsgerichtsrat, obwohl er kein NSDAP-Mitglied war. Bumke begründete die Beförderung mit der Einlassung „…Ihr Verhalten bietet auch die Gewähr dafür, dass sie jederzeit rücksichtslos für den nationalsozialistischen Staat eintreten. Die arische Abstammung haben Sie […] nachgewiesen.“
2015 wurde bekannt, dass Weinkauff am 2. September 1936 an einem Revisionsurteil zum Blutschutzgesetz mitgewirkt hatte, in dem, wie üblich von fünf Richtern, geurteilt wurde, wer „Jude“ im Sinne dieses Gesetzes war. Folglich wurde die Revision eines als „Juden“ bezeichneten Mannes verworfen, der vom Landgericht Erfurt zu neun Monaten Gefängnis wegen eines Liebesverhältnisses zu einer als „Deutsche“ bezeichneten Frau verurteilt worden war.
Nach dem Krieg war er mehrere Monate in einem amerikanischen Lager interniert. Am 1. April 1946 trat Weinkauff zunächst eine Stelle als Präsident des neu eröffneten Landgerichts Bamberg an, bevor er ab 1949 Oberlandesgerichtspräsident wurde. Anfang Oktober 1950 ernannte ihn Bundespräsident Theodor Heuss zum ersten Präsidenten des Bundesgerichtshofs. Er setzte sich damit gegenüber dem ebenfalls als Kandidaten gehandeltem Präsidenten des Obersten Gerichtshofs für die Britische Zone, Ernst Wolff durch.
Die Universität Heidelberg verlieh ihm 1951 die Ehrendoktorwürde. Am 1. März 1960 trat er aus gesundheitlichen Gründen vorzeitig in den Ruhestand ein. Ausgezeichnet wurde er hernach mit dem Großen Bundesverdienstkreuz mit Stern und Schulterband sowie am 9. Mai 1961 mit dem Bayerischen Verdienstorden. Weinkauff verfasste während seines Ruhestands mehrere Bücher und Artikel in rechtswissenschaftlichen Zeitschriften. Er starb im Alter von 87 Jahren in Heidelberg.

## Werk
Weinkauff machte in seiner Funktion als Präsident des Bundesgerichtshofes vor allem im Jahre 1953 von sich reden, als er ein kurz zuvor ergangenes Urteil des Bundesverfassungsgerichtes, das Gesetzeskraft hatte (§ 31 BVerfGG), scharf kritisierte und sich weigerte, der Rechtsauffassung des Verfassungsgerichtes zu folgen, ein bis dato einmaliger Vorgang in der Bundesrepublik Deutschland. In diesem Urteil hatte das Bundesverfassungsgericht über eine Verfassungsbeschwerde von 34 ehemaligen Gestapo-Beamten zu entscheiden, die als 131er einen Anspruch auf Wiedereinsetzung in den Beamtenstatus geltend machten. Das Bundesverfassungsgericht hatte die Verfassungsbeschwerde zurückgewiesen und die Auffassung vertreten, dass alle Beamtenverhältnisse aus der Zeit des Dritten Reiches am 8. Mai 1945 erloschen seien. Dementsprechend existiere kein Anspruch auf Wiedereinstellung. Dem Protest der meist aus ehemaligen Nationalsozialisten bestehenden Juristen schloss sich Weinkauff an. Die vom Bundesverfassungsgericht aufgezählten, umfangreichen Unrechtsakte der Richter- und Beamtenschaft tat Weinkauff als bloße „Zierrate“ ab, die die eigentliche Arbeit der Beamtenschaft nicht nennenswert beeinflusst hätten. Dabei berief sich Weinkauff auf die Spitzen der deutschen Nachkriegs-Rechtswissenschaft, die weitgehend identisch mit denen der NS-Jurisprudenz waren. Deshalb hielt das Bundesverfassungsgericht einer abweichenden Entscheidung des Großen Zivilsenats des Bundesgerichtshofes BGHZ 13, 265 in einem späteren Urteil zu Art. 131 GG entgegen, was diese führenden Rechtswissenschaftler der Nachkriegszeit während des Dritten Reiches publiziert hatten.
Weinkauff vertritt in seinem Buch Die deutsche Justiz und der Nationalsozialismus die These Gustav Radbruchs, der Rechtspositivismus habe die deutsche Justiz im Dritten Reich „wehrlos“ gegen nationalsozialistisches Unrecht gemacht. Folgerichtig vertritt Weinkauff stattdessen die Lehre eines religiös geprägten Naturrechts, welche er auch in die Rechtsprechung des Bundesgerichtshofs einzubinden versuchte.
Die These der Wehrlosigkeit ist umstritten. Sie besagt, die Juristen hätten sich dem rechtspositivistischen Grundsatz „Gesetz ist Gesetz“ verpflichtet gefühlt und deswegen nichts gegen die Gesetze der Nationalsozialisten unternommen. Die Gegner derartiger Thesen betonen, dass die Justiz zwischen 1933 und 1945 keinesfalls Opfer des Nationalsozialismus gewesen sei, sondern dass „Richter und Staatsanwälte, Verwaltungsjuristen und Rechtsprofessoren und (in geringem Maße) auch die Anwaltschaft aus eigener Überzeugung und mit professioneller Selbstverständlichkeit am Aufbau des  ‚Dritten Reiches‘ teilnahmen und hierfür die Institution des Rechtssystems […] missbrauchten“, so Udo Reifner.
Der Historiker Hans-Ulrich Wehler nennt die Ausführungen Weinkauffs zum Rechtswesen im Nationalsozialismus eine „schwer erträgliche Apologetik“.
Weinkauffs Nachlass wird im Archiv des Fritz Bauer Instituts in Frankfurt am Main aufbewahrt.

## Werke (Auswahl)
- Die Französische Justizreform von 1926-1929, in: Juristische Rundschau (JR) 1929, 221 ff.
- Das Naturrecht in evangelischer Sicht, in: Werner Maihofer (Hrsg.), Naturrecht oder Rechtspositivismus?, Darmstadt 1962, S. 211 ff.
- Richtertum und Rechtsfindung in Deutschland, Tübingen 1952.
- Die Militäropposition gegen Hitler und das Widerstandsrecht, in: Europäische Publikation e. V. (Hrsg.), Vollmacht des Gewissens. Probleme des militärischen Widerstandes gegen Hitler, Bd. 1, Frankfurt am Main u. a. 1960, S. 152 ff.
- Das Naturrecht und die Große Justizreform. Gedanken über die Grundfragen der Rechtsprechung, in: Frankfurter Rundschau (FR) vom 6. April 1960.
- Über das Widerstandsrecht. Vortrag, gehalten vor der juristischen Studiengesellschaft in Karlsruhe […], Karlsruhe 1956.
- Die deutsche Justiz und der Nationalsozialismus, Stuttgart 1968.